# Донауровское сельское поселение
Донауровское се́льское поселе́ние — муниципальное образование в Уржумском районе Кировской области Российской Федерации.
Административный центр — посёлок Донаурово.

## История
Донауровское сельское поселение образовано 1 января 2006 года Законом Кировской области от 7 декабря 2004 года.

## Население
| 2010 | 2011 | 2012 | 2013 | 2014 | 2015 | 2016 |
| ---- | ---- | ---- | ---- | ---- | ---- | ---- |
| 624  | →624 | ↘600 | ↘563 | ↘530 | ↘499 | ↘480 |
| 2017 | 2018 | 2019 | 2020 | 2021 |      |      |
| ↘459 | ↘454 | ↘421 | ↘398 | ↘260 |      |      |

## Состав сельского поселения
| № | Населённый пункт | Тип населённого пункта          | Население |
| - | ---------------- | ------------------------------- | --------- |
| 1 | Донаурово        | посёлок, административный центр | ↘260      |